# Strobilocapsus
Strobilocapsus is een geslacht van wantsen uit de familie van de Miridae (blindwantsen). Het geslacht werd in 1956 voor het eerst wetenschappelijk beschreven door Brunson Pendleton Bliven.

## Soorten
Het genus is monotypisch en bevat alleen de volgende soort:

- Strobilocapsus annulatus Bliven, 1956